# Castro de Abándames
El Castro de Abándames está situado en Collao, en la localidad de Abándames en el concejo asturiano de Peñamellera Baja.
Es un castro prerromano de planta cuadrangular. Sus medidas defensivas incluyen un foso defensivo por el oeste y aterrazamientos por el resto de puntos cardinales.
- Datos: Q8342711